# 科雷多
科雷多（義大利語：Coredo），是意大利特伦托自治省的一个市镇。总面积32平方公里，人口1633人，人口密度51.0人/平方公里（2009年）。ISTAT代码为022067。